# 샤를 가르니에

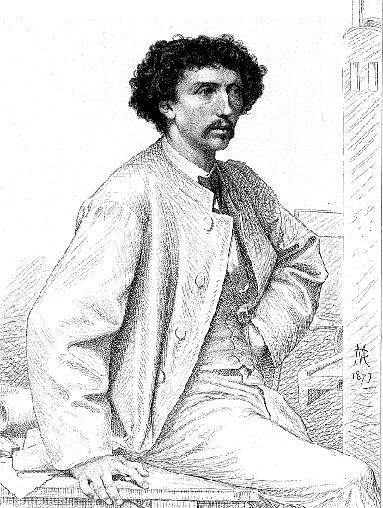
샤를 가르니에

장 루이 샤를 가르니에(프랑스어: Jean Louis charles Garnier, 1825년 11월 6일 ~ 1898년 8월 3일)는 프랑스의 건축가다. 파리 태생으로 파리 미술 학교를 졸업하고 르바의 가르침을 받았다. 1848년 로마 대상을 받고, 이탈리아 · 그리스 · 터키 등을 유학한 후 귀국하였다. 그의 작품은 베네치아 르네상스 양식과 바로크 양식을 가미한 독특한 양식으로 유명하였다. 대표작으로 《파리 국립 음악원》이 있다.